# Henry Thillberg
Henry Thillberg (* 17. August 1930; † 6. Februar 2022 in Trelleborg) war ein schwedischer Fußballspieler und -trainer.

## Werdegang
Thillberg spielte bei BK Ymor und dem Trelleborgs FF, bevor er zum Malmö FF kam. Dort war er von 1951 bis 1962 in der Allsvenskan aktiv und wurde in seinem ersten Jahr Meister und Pokalsieger. Auch zwei Jahre später gelang ihm mit dem Verein das Double, worauf er ein Angebot des FC Bologna bekam, in der Serie A Profi zu werden. Thillberg lehnte jedoch ab und spielte bis 1961 für Malmö.
Zwischen 1953 und 1959 bestritt Thillberg 22 Länderspiele für die Schwedische Nationalmannschaft und erzielte dabei acht Tore. Er war unter anderem 1958 beim 3:2-Erfolg gegen England im Wembley-Stadion auf dem Platz. Thillberg wurde jedoch nicht für die Weltmeisterschaft 1958 im eigenen Land nominiert.
Nach dem Ende seiner aktiven Laufbahn wurde Thillberg Trainer. Er betreute unter anderem Trelleborgs FF.
Er starb 91-jährig im Krankenhaus von Trelleborg an Herzversagen.